# Holmpton
Holmpton är en ort och civil parish i Storbritannien.   Den ligger i kommunen East Riding of Yorkshire och riksdelen England, i den sydöstra delen av landet, 240 km norr om huvudstaden London. Holmpton ligger 22 meter över havet och antalet invånare är 228.
Terrängen runt Holmpton är mycket platt. Havet är nära Holmpton åt nordost.  Närmaste större samhälle är Grimsby, 16,5 km sydväst om Holmpton. 